# برلمان جمهورية الخمير
برلمان جمهورية الخمير ( بالإنجليزية Parliament of the Khmer Republic ) كان الاسم الرسمي للهئية التشريعي ثنائية المجلس في كمبوديا خلال الفترة جمهورية الخمير أجريت انتخابات لاختيار 32 عضوًا في المجلس الشيوخ وجميع اعضاء الجمعية الوطنية التي تم إتشاؤها حديثاً بموجب الدستور الذي تمت الموافقة عليه في استقتاء شعبي في 30 ابريل 1972 تم استبدال بجمعية ممثلي الشعب الكمبودي الحكومة الخمير الحمر ( كمبوتشيا الديمقراطية بين عامي 1975 و 1979 )

## الهئية التشريعية
يتكون برلمان من مجلسين هو:

### مجلس الشيوخ
تمثل الغرفة الثاني يتألف مجلس الشيوخ من 40 عضوًا ينتخبون لمدة ست سنوات ونصفهم قابل للتحديد كل ثلاث سنوات ينتخب ثلاثة اخماس اعضاء المجلس بشكل غير مباشر في مختلف مناطق البلاد و الخمس من قبل الإدارة المدنية و الخمس المتبقي من قبل مجلس القوات المسلحة

### الجمعية الوطنية
تمثل الغرفة الاول تتكون الجمعية الوطنية من 129 عضوا يتم انتخابهم مباشر لمدة 4 سنوات بسيادة الشعب

## النظام الانتخابي
يحق لجميع المواطنين من الجنسين ممن بلغوا الثامنة عشرة من العمر على الاقل و المسجبلين في قوائم الناخبيين و المتمتعين بكامل حقوقهم المدنية التصويت لأعضاء الجمعية الوطنية و يشترط بلوغ سن الاربعين للتصويت لاعضاء مجلس الشيوخ و تراجع قوائم الناخبين كل اربع سنوات و لم يكن التصويت إلزامي

### انتخابات

#### الانتخابات البرلمانية عام 1972
| حزب                  | الاصوات   | %    | المقاعد | +/-  |
| -------------------- | --------- | ---- | ------- | ---- |
| حزب جمهوري الاجتماعي | 1.304.207 | 99.1 | 129     | +129 |
| براتشياتشون          | 12.854    | 0.90 | 0       |      |
| الاصوات غير الصالحة  | 8.498     |      |         |      |
| المجموع              | 1.325.559 |      | 129     | 0    |
| الناخبون المسجلون    | 1.686.900 | 78.6 |         |      |

#### الانتخابات مجلس الشيوخ عام 1972
| حزب                  | الاصوات   | %     | المقاعد | +/- |
| -------------------- | --------- | ----- | ------- | --- |
| حزب جمهوري الاجتماعي | 989.196   | 95.71 | 32      | +32 |
| براتشياتشون          | 43.171    | 4.29  | 7       | +7  |
| الاصوات غير الصالحة  |           |       |         |     |
| المجموع              | 1.032.367 |       | 32      | 7   |
| الناخبون المسجلون    |           |       |         |     |